# قمرهای هائومیا

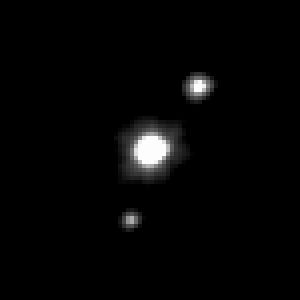
هائومیا (وسط) و دو ماه آن (هایاکا (بالا) و ناماکا (پایین))

هائومیا دارای دو ماه به نام‌های هایاکا و ناماکا است. هایاکا از ناماکا بزرگ‌تر است و قطر آن حدود ۳۱۰ کیلومتر (۱۹۳ مایل) است. این ماه با هر بار گردش کامل پیرامون هائومیا در ۴۹ روز، مسافتی حدود ۴۹٬۵۰۰ کیلومتر (۳۰٬۷۵۸ مایل) را می‌پیماید. این ماه توسط گروه اخترشناسی مایکل براون در ۲۶ ژانویهٔ ۲۰۰۵ کشف‌شد. قطر ناماکا حدود ۱۷۰ کیلومتر (۱۰۶ مایل) و تناوب مداری آن ۳۴/۷ روز است و در این مدت مسافتی حدود ۳۹٬۳۰۰ کیلومتر (۲۴٬۴۲۰ مایل) را می‌پیماید. این ماه نیز مانند هایاکا، توسط گروه براون اما در ۳۰ ژوئن ۲۰۰۵ کشف‌شد.